# Револвер М1879
Рајхсреволвер М1879, први службени револвер немачке војске.

## Историја
Немачка војна комисија, која је 1879. одлучивала о избору првог службеног револвера за немачку војску, одбацила је понуђени револвер Маузер Ц78 као непрактичанː превише компликован, скуп за производњу и лако кварљив од стране војника. Уместо тога, комисија је сама осмислила нови револвер, при чему је једноставност, чврстина и лакоћа производње, а тиме и мала цена, била у првом плану.
Нови службени револвер, М1879, производио је пруски државни арсенал у Ерфурту, Браћа Маузер, фабрика Франц фон Драјзе у Земерди и неколико приватних фабрика у Тирингији - Шилинг, Хенел и Сауер. Револвери су били намењени коњаницима, пешадијским официрима и подофицирима. Остали су у војној служби све док их 1908. нису заменили полуаутоматски пиштољи Лугер, иако су се у позадинским јединицама задржали до краја Другог светског рата.

## Карактеристике

### М1879
Револвер М1879 био је познат као Коњички модел. Било је то једноставно и масивно оружје (веће од Колта модел 1851), дужине чак 34 цм и масе око 1.300 грама, калибра 10,6 мм. Једноставност и чврстина биле су у првом плануː тело је било из једног дела (пунио се и празнио кроз резу - капијицу - са десне стране, иза добоша), обарач једноставног дејства (ороз се морао ручно натегнути пре сваког опаљивања), а шипке за избацивање чаура није било - посебан штапић (месингана шипка) носио се у футроли поред револвера.

### М1883
Револвер М1883 (или М1879/83) био је познат као Пешадијски или Официрски модел. Била је то скраћена верзија М1879, са обарачем двоструког дејства - притисак на обарач напињао је ороз. Калибар је био исти (10,6 мм), укупна дужина 255 мм, дужина цеви 118 мм, а маса око 950 грама.